# Simochromis pleurospilus
Simochromis pleurospilus е вид лъчеперка от семейство Цихлиди (Cichlidae).

## Разпространение
Видът е разпространен в Демократична република Конго и Замбия.